# 藝術橋 (史高比耶)

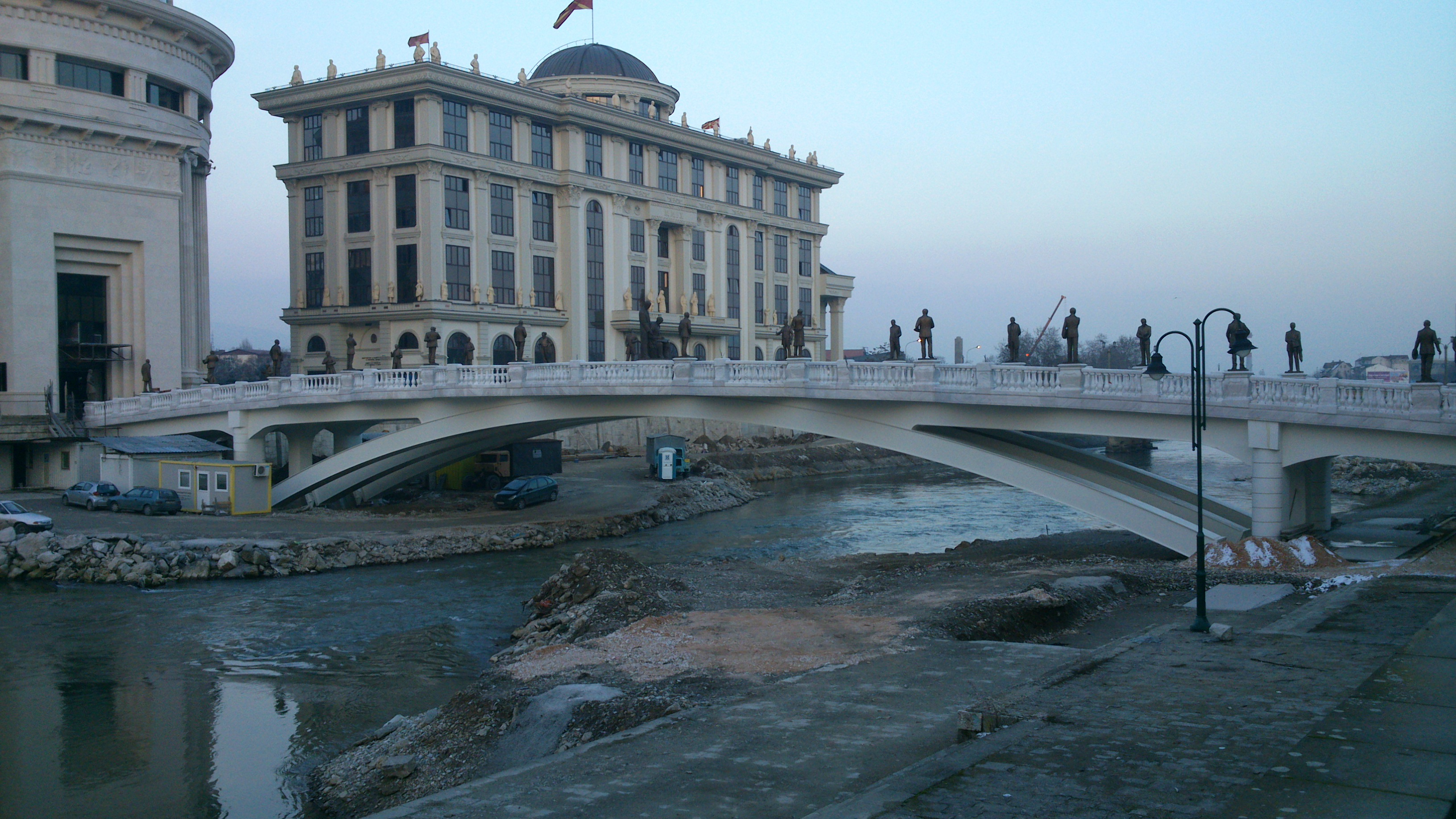
斯科普里艺术桥（2022年）

藝術橋是北马其顿首都斯科普里市中心發達河上的一座人行橋。藝術橋的特徵是橋上裝飾有眾多馬其頓族著名藝術家和音樂家的雕像。藝術橋是斯科普里2014工程的一部分，建築耗資250萬歐元。